# Liste der Unternehmensankäufe der Embracer Group
Dieser Artikel befasst sich mit den Unternehmensfusionen und -übernahmen des Unternehmens Embracer Group sowie den Erwerb von geistigem Eigentum. Die Embracer Group ist eine schwedische Videospiel-Holdinggesellschaft, die von Lars Wingefors kontrolliert wird. Ab 2021 besitzt sie mehr als 76 interne Studios in über 45 Ländern in Europa und Amerika. Ihre Tochtergesellschaften sind in zwölf Gruppen organisiert: Amplifier Game Invest, Asmodee, CDE Entertainment, Coffee Stain Holding, Dark Horse Media, DECA Games, Easybrain, Embracer Freemode, Gearbox Entertainment, Plaion, Saber Interactive und THQ Nordic. Jede Gruppe hat ihre eigenen Betriebe, Tochtergesellschaften und Entwicklungsstudios.

## Käufe
| Datum   | Unternehmen | Übernommenes geistiges Eigentum | Eingliederung in                 | Kaufsumme     | Belege                                    |
| ------- | --- | --- | -------------------------------- | ------------- | ----------------------------------------- |
| 2011    | JoWooD Entertainment | AquaNox, Beam Breakers, Chaser, Cold Zero, Die Gilde, Freak Out, Extreme Freeride, Gothic (Teilrechte), K-Hawk: Survival Instinct, Legend of Kay, Neighbours from Hell, Panzer Elite, Pusher, Rally Trophy, Railroad Pioneer, Söldner: Secret Wars, Space Force, Rogue Universe, Spellforce, Die Völker, Die Völker 2, Der Verkehrsgigant, Yoga Wii, Zax: The Alienhunter | Nordic Games später (THQ Nordic) |               | [ 1 ]                                     |
| 2011    | Dreamcatcher Interactive | Animates, Besieger, Castleween, Domination, Dunes of War, Dungeon Lords, Emergency Fire Response, Enigma: Rising Tide, First Battalion, Genesis Rising, Harbringer, Painkiller, Pax Romana, Project Earth: Starmageddon, Rätsel der Sphinx, Rock Manager, Safecracker, Stealth Comba, SuperPower, The Forgotten, Die Golendene Horde, Traitors Gate                       | Nordic Games später (THQ Nordic) |               | [ 1 ]                                     |
| 2011    | The Adventure Company | Aura, Atlantis, Crystal Key, Dark Fall, Dead Reefs, Dracula, Echo, Evidence, Forever Worlds, Keepsake, Missing, Post Mortem, ObsCure, Outcry, Next Life, Voyage | Nordic Games später (THQ Nordic) |               | [ 1 ]                                     |
| 2013    | THQ | All Star Cheer Squad, All Stars Karate, Alter Echo, Darksiders, De Blob, Deadly Creatures, Destroy all Humans, Doods Big Adventure, Elements of Destruction, Frontlines: Fuel of War, MX vs. ATV, Neighborhood Games, Red Faction, Splashdown, Summoner, UDraw, World of Zoo                                                                                              | THQ Nordic                       | 4900000 $     | [ 2 ]                                     |
|         | Nur Marken von Atari | Desperados, Silver | THQ Nordic                       |               | [ 3 ]                                     |
| 2014    | dtp entertainment | 15 Days, Curse of the Ghost Ship, Overlocked, The Moment of Silence, Das Geheimnis der Druiden, Black Mirror | THQ Nordic                       |               | [ 4 ]                                     |
| 2015/04 | Nur Marken von 2015 Games | Men of Valor | THQ Nordic                       |               | [ 5 ] [ 6 ]                               |
| 2015/08 | Nur Marken von BitComposer | Bridge Project, Citadels, Jagged Alliance, North and South, Giana Sisters, Panzer Tactics, Thunder Wolves | THQ Nordic                       |               | [ 7 ] [ 8 ]                               |
| 2015/09 | Weitere Marken von HD Publishing, NeocoreGames und Relic Entertainment | Nexus: The Jupiter Incident, Codenames: Panzers, Impossible Creatures | THQ Nordic                       |               | [ 9 ] [ 10 ]                              |
| 2016/02 | Marken von Digital Reality | Bang Bang Racing, Black Knight Sword, Imperium Galactica, Sine Mora, Skydrift | THQ Nordic                       |               | [ 11 ] [ 12 ]                             |
| 2016/10 | Marken von NovaLogic | Armored Fist, Black Fire, Delta Force, Comanche, F-16, F-22, Jigsaw, Joint Operations, MiG-29 Fulcrum, Ultrabots, Wolfpack | THQ Nordic                       |               | [ 13 ] [ 14 ] [ 15 ]                      |
| 2016/12 | Weitere Marken von Enigma Software Productions, Mobile Gaming Studios und Weappy | Sphinx and the Cursed Mummy, Legends of War, War Leaders, This is The Police | THQ Nordic                       |               | [ 16 ] [ 17 ] [ 18 ]                      |
| 2017/08 | Black Forest Games | Helldoradeo, Rogue Stormers, Bubsy | THQ Nordic                       | 1360000 €     | [ 19 ] [ 20 ] [ 21 ]                      |
| 2017/08 | Pieces Interactive | Fret Nice, Kill to Collect, Puzzlegeddon, Robo Surf, Roby Tumbler | THQ Nordic                       | 350000 $      | [ 22 ] [ 23 ]                             |
| 2017/11 | Experiment 101 | Biomutant | THQ Nordic                       | 8900000 $     | [ 24 ]                                    |
| 2018/02 | Koch Media - Dambuster Studios - Fishlabs - Volition | Chorus, Galaxy on Fire, Descent, Saints Row, Dead Island | Plaion                           | 149000000 $   | [ 25 ]                                    |
| 2018/07 | HandyGames | 1940s, Aces of the Luftwaffe, Apokalypse, Bouncing Bandit, Clouds & Sheeps, Devils & Demons, Farm Invasion, GunsGlory, My Fitness, Ninja Hero Cats, Rocket Island, Save the Puppies, Townsmen | THQ Nordic                       | ca. 1000000 € | [ 26 ] [ 27 ] [ 28 ] [ 29 ]               |
| 2018/11 | Coffee Stain Holding - Coffee Stain North (60 %) - Coffee Stain Studios - Ghost Ship Games (35 %) - Lavapotion (60 %) - Other Tales Interactive (20 %) | Sanctum, Goat Simulator | Coffee Stain Holding             | 34900000 $    | [ 30 ] [ 31 ]                             |
| 2018/11 | Bugbear Entertainment (90 %) | Wreckfest | THQ Nordic                       |               | [ 30 ] [ 31 ]                             |
| 2018/12 | Weitere Marken von 38 Studio, Appeal, Atari, Crytek, Logic Artists, Stainless Games | Act of War, Alone in the Dark, Second Sight, TimeSplitters, Kingdoms of Amalur, Expeditions, Carmageddon, Outcast | THQ Nordic                       |               | [ 32 ] [ 33 ] [ 34 ] [ 35 ] [ 36 ] [ 37 ] |
| 2019/02 | 18Point2 | | Plaion                           | 1900000 €     | [ 38 ]                                    |
| 2019/02 | Warhorse Studios | Kingdom Come: Deliverance | Plaion                           | 42800000 €    | [ 39 ]                                    |
| 2019/05 | Piranha Bytes | Elex, Gothic (Komplettrechte), Risen | THQ Nordic                       |               | [ 40 ] [ 41 ]                             |
| 2019/08 | KSM | | Plaion                           |               | [ 42 ]                                    |
| 2019/08 | Gaya Entertainment | | Plaion                           |               | [ 43 ]                                    |
| 2019/08 | Milestone | Ride, MotoGP, Superbike | Plaion                           | 44900000 €    | [ 44 ]                                    |
| 2019/08 | Gunfire Games | Remnant: From the Ashes, Chronos, Dead and Buried, From other Suns | THQ Nordic                       |               | [ 45 ]                                    |
| 2019/08 | Goodbye Kansas Game Invest - Fall Damage (50 %) - Framebunker (21 %) - Kavalri (21 %) - Neon Giant (24 %) - Palindrome Interactive (50 %) | | Amplifier Game Invest            | 3950000 $     | [ 46 ]                                    |
| 2019/12 | Tarsier Studios | Statik | Amplifier Game Invest            | 10500000 $    | [ 48 ]                                    |
| 2020/02 | Saber Interactive - Saber Belarus - Saber Porto - Saber Russia - Saber Spain - Saber Sweden | | Saber Interactive                | 525000000 $   | [ 49 ]                                    |
| 2020/02 | Voxler | Lets Sing | Plaion                           | 1900000 €     |                                           |
| 2020/05 | DestinyBit | Empires Apart | Amplifier Game Invest            |               | [ 50 ]                                    |
| 2020/08 | 4A Games | Metro | Saber Interactive                | 45000000 $    | [ 51 ] [ 52 ]                             |
| 2020/08 | New World Interactive | Insurgency | Saber Interactive                |               | [ 51 ] [ 52 ]                             |
| 2020/08 | Rare Earth Games | | Amplifier Game Invest            | 3300000 €     | [ 51 ] [ 52 ]                             |
| 2020/08 | Vermila Studios | | Amplifier Game Invest            | 900000 €      | [ 51 ] [ 52 ]                             |
| 2020/08 | Palindrome Interactive (restliche 50 %) | Immortal Realms | Amplifier Game Invest            |               | [ 51 ] [ 52 ]                             |
| 2020/08 | Pow Wow Entertainment | | THQ Nordic                       |               | [ 51 ] [ 52 ]                             |
| 2020/08 | DECA Games | | DECA Games                       | 25000000 €    | [ 51 ] [ 52 ]                             |
| 2020/08 | Sola Media | | Plaion                           | 2700000 $     | [ 51 ] [ 52 ]                             |
| 2020/09 | Vertigo Games | | Plaion                           | 50000000 €    | [ 53 ]                                    |
| 2020/11 | Flying Wild Hog | Shadow Warrior, Evil West | Plaion                           | 137000000 $   | [ 54 ]                                    |
| 2020/11 | Purple Lamp Studios | SpongeBob Schwammkopf: Kampf um Bikini Bottom - Rehydrated | THQ Nordic                       |               | [ 54 ]                                    |
| 2020/11 | Zen Studios | | Saber Interactive                |               | [ 54 ]                                    |
| 2020/11 | Snapshot Games | | Saber Interactive                |               | [ 54 ]                                    |
| 2020/11 | Nimble Giant Entertainment | | Saber Interactive                |               | [ 54 ]                                    |
| 2020/11 | 34BigThings | | Saber Interactive                |               | [ 54 ]                                    |
| 2020/11 | Mad Head Games | | Saber Interactive                |               | [ 54 ]                                    |
| 2020/11 | Sandbox Strategies | | Saber Interactive                |               | [ 54 ]                                    |
| 2020/11 | A Thinking Ape Entertainment | | DECA Games                       | 31000000 $    | [ 54 ]                                    |
| 2020/11 | IUGO Mobile Entertainment | | DECA Games                       |               | [ 54 ]                                    |
| 2020/11 | Coffee Stain North (restliche 40 %) | | Coffee Stain Holding             |               | [ 54 ]                                    |
| 2020/11 | Silent Games | | Amplifier Game Invest            |               | [ 54 ]                                    |
| 2020/11 | Quantic Lab (95 %) | | Amplifier Game Invest            | 4500000 €     | [ 54 ]                                    |
| 2021/02 | Gearbox Software - Gearbox Studio Québec | Borderlands | Gearbox Software                 | 1300000000 $  | [ 55 ]                                    |
| 2021/02 | Easybrain | | Easybrain                        | 640000000 $   | [ 56 ]                                    |
| 2021/02 | Aspyr | | Saber Interactive                | 450000000 $   | [ 57 ]                                    |
| 2021/02 | SpringboardVR | | Plaion                           |               | [ 58 ]                                    |
| 2021/05 | Kaiko | | THQ Nordic                       |               | [ 59 ]                                    |
| 2021/05 | Massive Miniteam | | THQ Nordic                       |               | [ 59 ]                                    |
| 2021/05 | Appeal | | THQ Nordic                       |               | [ 59 ]                                    |
| 2021/05 | Frame Break | | Amplifier Game Invest            |               | [ 59 ]                                    |
| 2021/08 | 3D Realms | Duke Nukem | Saber Interactive                |               | [ 60 ] [ 61 ] [ 62 ]                      |
| 2021/08 | Slipgate Ironworks | Ghostrunner, Graven | Saber Interactive                |               | [ 60 ] [ 61 ] [ 62 ]                      |
| 2021/08 | CrazyLabs | | DECA Games                       |               | [ 60 ] [ 61 ] [ 62 ]                      |
| 2021/08 | DigixArt | Lost in Harmony, 11-11 Memories Retold, Road 96 | Plaion                           |               | [ 60 ] [ 61 ] [ 62 ]                      |
| 2021/08 | Force Field | Landfall, Time Stall, Coaster Combat | Plaion                           |               | [ 60 ] [ 61 ] [ 62 ]                      |
| 2021/08 | Ghost Ship Games (restliche 65 %) | Deep Rock Galactic | Coffee Stain Holding             |               | [ 60 ] [ 61 ] [ 62 ]                      |
| 2021/08 | Easy Trigger | | Coffee Stain Holding             |               | [ 60 ] [ 61 ] [ 62 ]                      |
| 2021/08 | Grimfrost (70 %) | | THQ Nordic                       |               | [ 60 ] [ 61 ] [ 62 ]                      |
| 2021/08 | Demiurge Studios | | Saber Interactive                |               | [ 63 ]                                    |
| 2021/08 | Fractured Byte | | Saber Interactive                |               | [ 63 ]                                    |
| 2021/08 | SmartPhone Labs | | Saber Interactive                |               | [ 63 ]                                    |
| 2021/09 | Bytex | | Saber Interactive                |               | [ 64 ]                                    |
| 2021/10 | Jufeng Studio | Castle Age, Underworld Empire, Elves cs Dwarces, Dragons of Atlantis, Kingdoms od Camelot: Battle of North, Heroes of Camelot | DECA Games                       |               | [ 65 ]                                    |
| 2021/10 | Splatter Connect | | Plaion                           |               | [ 66 ]                                    |
| 2021/12 | Asmodee - Atomic Mass Games - Bezzerwizzer Studio - Catan Studio - Days of Wonder - Edge Entertainment - Fantasy Flight Games - Gamegenic - The Green Board Game Company - Libellud - Lookout Games - Mixlore - Pearl Games - Plan B Games - Purple Brain - Rebel Studio - Repos Production - Space Cow - Space Cowboys - Unexpected Games - Z-Man Games - Zygomatic | Ca$h ’n Gun$ Diplomacy Dungeon Twister, Formula Dé, Ghost Stories, Hanabi, Jungle Speed, Liar’s Dice, Dobble, Die Werwölfe von Düsterwald Jaipur, Twilight Imperium, Time Stories, 7 Wonders, Arkham Horror, Zug um Zug, Exploding Kittens, Die Siedler von Catan | Asmodee                          | 2750000000 €  | [ 67 ]                                    |
| 2021/12 | Green Tile Digital | | Amplifier Game Invest            |               | [ 68 ]                                    |
| 2021/12 | Perfect World Entertainment - Cryptic Studios | Star Trek Online, Neverwinter | Gearbox Software                 | 125000000 $   | [ 69 ]                                    |
| 2021/12 | Spotfilm Networkx | | Plaion                           |               | [ 70 ]                                    |
| 2021/12 | Shiver Entertainment | | Saber Interactive                |               | [ 71 ]                                    |
| 2021/12 | Digic Holdings - Digic Pictures - Digic Services | | Saber Interactive                |               | [ 72 ]                                    |
| 2021/12 | Dark Horse Media - Berger Books (50 %) - Dark Horse Comics - Dark Horse Entertainment - Dark Horse Games - Dark Horse Manga - DH Press - Kitchen Sink Books (50 %) - Things From Another World | | Dark Horse Media                 |               | [ 73 ]                                    |
| 2022/02 | A Creative Endeavour | | Amplifier Game Invest            |               | [ 74 ]                                    |
| 2022/02 | Metricminds | | THQ Nordic                       |               | [ 75 ]                                    |
| 2022/03 | Development Plus Inc. | | Plaion                           |               | [ 76 ]                                    |
| 2022/03 | Invisible Walls | | Amplifier Game Invest            |               | [ 77 ]                                    |
| 2022/04 | Beamdog | | Saber Interactive                |               | [ 78 ]                                    |
| 2022/04 | Lost Boys Interactive | | Gearbox Software                 |               | [ 79 ]                                    |
| 2022/05 | Teile von Square Enix Europe - Crystal Dynamics - Eidos-Montréal - Square Enix Montréal | Tomb Raider, Legacy of Kain, Thief, Deus Ex | CDE Entertainment                | 300000000 $   | [ 80 ] [ 81 ]                             |
| 2022/08 | Tripwire Interactive | Maneater, Killing Floor | Saber Interactive                |               | [ 83 ]                                    |
| 2022/08 | Tuxedo Labs | | Saber Interactive                |               | [ 83 ]                                    |
| 2022/08 | Middle-earth Enterprises | Herr der Ringe, Der Hobbit | Embracer Freemode                |               | [ 83 ]                                    |
| 2022/08 | Limited Run Games | | Embracer Freemode                |               | [ 83 ]                                    |
| 2022/08 | Bitwave Games | | Embracer Freemode                |               | [ 83 ]                                    |
| 2022/08 | Gioteck | | Embracer Freemode                |               | [ 83 ]                                    |
| 2022/08 | Singtrix | | Embracer Freemode                |               | [ 83 ]                                    |
| 2022/08 | Tatsujin | | Embracer Freemode                |               | [ 83 ]                                    |
| 2022/10 | Anime Limited | | Plaion Pictures                  |               | [ 84 ]                                    |
| 2022/10 | VR Distribution | | Asmodee                          |               | [ 85 ]                                    |
| 2023/01 | Captured Dimensions | | Gearbox Software                 |               | [ 86 ]                                    |

Quellen: